# Plethorodon
Plethorodon — вимерлий рід тілодонтів, який жив у період раннього та пізнього палеоцену. Типовим видом є P. qianshanensis, які відомі з часткового черепа та верхніх зубів, які були виявлені Хуаном і Чженем у 1987 році в Цяньшані, провінція Аньхой, Китай.